# Nayaks de Gingi
Els Nayaks de Gingi (Gingee o Senji) foren una dinastia que va governar el principat de Gingi al Tamil Nadu entre els segles xvi i xviii. Inicialment foren subordinats de l'Imperi de Vijayanagar, i va ser nomenats com a governadors provincials per l'emperador de Vijayanagar que va dividir el país Tàmil en tres gran Nayakats: Madurai, Tanjore i Gingee. Més tard, després de la caiguda de la dinastia Tuluva de Vijayanagar, els governants de Gingi es van fer independents. Mentre van governar com a sobirans van estat a vegades en guerra amb els veïns nayaks de Tanjore veïns i els reis de Vijayanagar basats ara a Vellore i Chandragiri.

## El clan governant Nayaka
La línia de nayaks de Gingee va ser establerta per Tubaki (Tupakula) Krishnappa Nayaka, el fill de Koneri Nayaka i besnebot de Achyutappa Nayaka. Els historiadors Sanjay Subrahmanyam i Brennig proporcionen els detalls següents sobre Achyutappa Nayak:
| « | "...Achyutappa es generalment considerat com pertanyent a la comunitat mercantil Balija Chetti, originalment d'extracció telugu, però estableta a país tàmil com a part d'un extens moviment migratori des de Andhra cap a terres tàmils que va començar vers 1350 i va continuar uns segles. L'arbre familiar de Achyutappa – del qual tenim informació - era com segueix: germans d'Achyutappa: Achyutappa—Chinnana—Kesava—Desconegut--Desconeguda. Fill de Kesava: Laksmana. Fill del germa desconegut d'Achyutappa: Koneri, pare de Krishnappa (el fundador del regne Senji o Nayaka).. | » |

Alguns del Nayakas de Gingi foren:
1. Krishnappa Nayaka (1509–1521)[3][Pàgina?] # Chennappa Nayaka
2. Gangama Nayaka
3. Venkata Krishnappa Nayaka
4. Venkata Rama Bhupaala Nayaka
5. Thriyambamka Krishnappa Nayaka
6. Varadappa Nayaka
7. Ramalinga Nayani vaaru
8. Venkata Perumal Naidu
9. Periya Ramabhadra Naidu
10. Ramakrishnappa Naidu (- 1649)

## Territori
El regne Nayak de Gingi quan es va establir cobri la major part de nord de Tamil Nadu incloent-hi la moderna Chennai, Pondicherry i àmplies àrees de Nellore, Chittoor, Vellore i Chandragiri. La seva frontera del sud s'estenia fins al riu Kollidam que va marcar la frontera entre els Nayaks de Tanjore (Thanjavur) i els de Madurai. Més tard, durant la meitat del segle xvi, els nayaks de Gingi van perdre el control del fort de Vellore i les seves províncies del nord quan els seus antics sobirans de Vijayanagar, sota la dinastia Aravidu, van prendre possessió d'aquests llocs i van restablir el seu regne.

## Orígens
El 1509, sota les ordres de Krishnadeva Raya, Vaiyappa Nayak va dirigir les forces de Vijayanagar contra els caps locals de la regió de Gingi. Després, Krishnadeva Raya va consolidar aquesta àrea sota un dels seus homes, Tubakki (o Tupakula) Krishnappa Nayaka.
Eñs historiadors Sanjay Subrahmanya i Brennig noten que Krishnappa era el fill de Koneri que al seu torn era el fill d'un germà de Achyutappa Chetti (del qual no es dona el nom). Tanmateix, Burton Stein anota que Tubaki Krishnappa era el fill de Vaiyappa Nayak, el general de l'exèrcit de Krishnadeva Raya. Podem per això suposar que Koneri i Vaiyappa és la mateixa persona o que Vaiyappa estava en alguna forma relacionat al no esmentat germà d'Achyutappa Chetty. Krishnappa Nayaka va establir una línia hereditaria de governants Nayaks que van dominar a Gingi de 1509 a 1648. El regnat de Krishnappa Nayaka va durar de 1507 a 1521.
`

### Govern de Krishnappa
Krishnappa Naik fou el fundador de la ciutat de Gingee. El nom anterior de Gingi era Krishnapura. Krishnappa Nayak va construir els temples de Singavaram Venkataramana i Venugopalaswami i altres estructures dins el fort de Gingi. Krishnappa es diu que era un nadiu de Conjivaram (Kanchipuram) i va mantenir un jardí de flors dedicat al Déu, Varadaraj Perumal. Els graners del fort de Gingee, el Kalyana Mahal i les parets gruixudes que tanquen els tres turons de Gingee són atribuïts a Krishnappa Nayaka. Tot i que Gingi ja havia estat un centre fortificat antigament, almenys des de 1240, fou durant el govern de Krishnappa que el traçat present del Garh Mahal (fort) va ser establert. Krishnappa es diu que fou el primer Nayaka que va convertir un fort en un exemple excepcional d'arquitectura militar. El govern de Krishnappa Nayaka va tenir diverses guerres contra els musulmans. Raghunatha Nayaka de Tanjore es diu que va assegurat l'alliberament de Krishnappa Nayaka dels musulmans amb el permís del emperador de Vijayanagar. Agraït Krishnappa va donar la seva filla en matrimoni al nayak de Tanjore.

### Família de Krishnappa
Krishnappa Nayaka venia d'una família de mercaders. Fou el besnebot d'Achyutappa Chetti que era un comerciant, un agent de borsa i un mercader naval. La llar i base d'Achyutappa era Devanampattinam de Cuddalore que va aconseguir enfortit utilitzant els seus llaços amb el Nayaks i dirigents de milícia local. Inicialment no era més que un agent comercial i un intèrpret, però els anys 1620 el poder d'Achyutappa com a mercader independent va augmentar i es va situar entre l'elit política del Coromandel central i del sud. Fou ajudat pels seus germans Chinanna, Kesava i un altre germà del que no es dona el nom. Achyutappa va maniobrar en la seva posició quasi diplomàtica per mediar en la guerra interna dels anys 1620 entre les faccions dels poligars (caps locals) dels Senji (Gingi) i de Chingleput.
L'estatus quasi diplomàtic d'Achyutappa també va emergir amb les seves relacions amb el rei de Arakan i el Nayak de Madurai i fins i tot el raja de Cochin que van utilitzar Achyutappa com un intermediari mentre intentaven un acostament amb els holandesos a principis dels anys 1630. L'activitat principal d'Achyutappa era el comerç amb vaixells. Va dominar la costa de Coromandel. Fins al 1634, la Companyia Holandesa de les Índies Orientals (Verenigde Oostindische Compagnie o VOC) era gairebé completament dependent d'Achyutappa i els seus parents pel subministrament d'arròs a les factories de la companyia. Juntament amb Chinnana, Koneri, Kesava i Laksmana, Tubaki Krishnappa Nayak va posseir la Coromadel Shipping (Transports Marítims de Coromandel) amb la Royal Shipping com a soci. La Royal Shipping tenia com amos als governants del sud-est asiàtic d'Ayutthaya, Arakan i Kedah.
Tanmateix, les activitat d'Achyutappa eren diversificades. Pels anys 1620, juntament amb el seu germà Chinnana, Achyutappa havia esdevingut cada cop més implicat en els ingressos proporcionats pels cultius en els territoris dels Nayaks i del governants de Chandragiri. Quan Achyutappa va morir el març de 1634, el càrrec d'agent en cap de la VOC a Coromandel va recaure en el seu germà Chinanna.
Chinnanna va viure un exorbitant estil de vida amb 40 mullers i innombrables fills. Chinanna era políticament més ambiciós que el seu germà, Achyutappa, amb una tendència a la diplomàcia i fins i tot a la participació directa com a general de camp en les guerres internes dels anys 1630. Tanmateix, la seva agressivitat el va portar a la caiguda junt amb el seu propi germà Kesava i els seus nebots Seshadra i Laksmana. A principis de 1638, una disputa familiar va portar a Kesava i Lakshmana a persuadir a Tubaki Krisnappa d'agafar a Koneri com a presoner. Koneri va fugir i va buscar refugi en Chinanna. Tanmateix, quan va fer front a les forces superiors de Tubaki Krishnappa, Chinanna es va rendir.